# Borsa Gedeon
Borsa Gedeon (Rene Badogos, 1941-ig: Janits) (Budapest, 1923. október 11. – 2022. december 24.) Széchenyi-díjas magyar irodalomtörténész, bibliográfus. Az irodalomtudományok doktora (1989). Borsa Iván testvére.

## Életpályája
A Pázmány Péter Tudományegyetem jogi karán végzett 1945-ben. 1950–1951 között a Levéltárak Országos Központjának munkatársa volt. 1951-től az Országos Könyvtári Központ, majd az Országos Széchényi Könyvtár tudományos munkatársa. 1961–1983 között a régi magyarországi nyomtatványok bibliográfiai szerkesztőségének vezetője volt.

## Kutatási területe
A 16. századi nyomtatványok és az ősnyomtatványok nemzetközi nyilvántartása.

## Művei
- Borsa Gedeon–Käfer István: Az Országos Széchényi Könyvtár régi cseh és szlovák nyelvű nyomtatványainak katalógusa 1800-ig / Katalóg starych českych a slovenskych tlači / Catalogus librorum veterum usque ad annum 1800 in lingua Bohemica et Slovaca impressorum quae in Bibliotheca Nationali Hungariae ... asservantur;  OSZK–Matica slovenská Národná knižnica, Budapest–Martin, 1970 (szlovák nyelven is)
- Régi magyarországi nyomtatványok I. 1473-1600; szerk. Borsa Gedeon, Holl Béla; Akadémiai, Budapest, 1971
- Régi magyarországi nyomtatványok II. 1601-1635; szerk. Borsa Gedeon, Hervay Ferenc; Akadémiai, Budapest, 1983
- Clavis typographorum librariorumque Italiae 1465-1600 I-II.; szerk. Borsa Gedeon; Akadémiai–Koerner, Budapest–Baden-Baden,1980
- Huszár Gál: A keresztyéni gyülekezetben való isteni dicséretek / Kálmáncsehi Márton: Reggeli éneklések 1560–61; Akadémiai, Budapest, 1983 (Bibliotheca Hungarica antiqua, 12.), kísérőtanulmány
- A régi nyomtatványok anyaga; Borda Antikvárium, Budapest, 1992
- A régi nyomtatványok mérete; Borda Antikvárium, Budapest, 1994
- Könyvtörténeti írások I-IV.; OSZK, Budapest, 1996–2000
- Alte siebenbürgische Drucke; szerk. Borsa Gedeon; Böhlau, Köln–Weimar–Wien, 1996-
- Michael de Hungaria élete és művének nyomtatott kiadásai; Borda Antikvárium, Budapest, 1997
- Haiman György–Muszka Erzsébet–Borsa Gedeon: A nagyszombati jezsuita kollégium és az egyetemi nyomda leltára, 1773 / A nagyszombati egyetemi nyomda betűmintakönyve, 1773; Balassi, Budapest, 1997 (Fejezetek az Eötvös Loránd Tudományegyetem történetéből, 16.)
- Michael de Hungaria. A mediaeval author in Britain. His person and a bibliography of the printed editions of his work between 1480-1621 / Michael de Hungria élete és művének nyomtatott kiadásai; angolra ford. Ronyecz Nóra; Borda Antikvárium, Budapest, 1998
- Kalauz a régi nyomtatványokhoz. A régi nyomtatványok fogalma, anyaga, mérete és terjedelme; Könyvtári Intézet, Budapest, 2003 (Továbbképzés felsőfokon)
- Katalog der Drucke des 16. Jahrhunderts in der Österreichischen Nationalbibliothek. Wien NB 16 / Catalogus librorum sedecimo saeculo impressorum qui in Bibliotheca Nationali Austriae asservantur. Wien NB 16; Koerner, Baden-Baden, 2007–
- Brassói román nyomda a 18. század első felében; OSZK–Gondolat, Budapest, 2010 (Nemzeti téka)
- Andreas Hess; Argumentum–OSZK–MTA BTK Irodalomtudományi Intézet–MOKKA-R Egyesület, 2013 (A Magyar könyvszemle és a MOKKA-R Egyesület füzetei, 6.)

## Díjai
- Akadémiai Díj (1972)
- Szabó Ervin-emlékérem (1980)
- Széchényi Ferenc-díj (2003)
- Magyar Örökség díj (2005)
- Széchenyi-díj (2014)